# Christian Friedrich
Christian Friedrich (født 15. februar 2003) er en dansk fodboldspiller, der spiller højreback. Han spiller for Næstved IF. Christian Friedrich fik sin debut på Brøndby IF’s førstehold imod ærkerivalerne fra F.C. København.

## Karriere
Christian Friedrich startede sin karriere i Herlufsholm boldklub. efter 2-3år i Herlufsholm bk skifter Friedrich videre til den mere professionelle klub Næstved Boldklub. Som 15årig deltog Friedrich i en turnering for at blive udtaget til Danmarks U/16-fodboldlandshold, hvor Brøndby IF fik øjnende for Friedrich. Friedrich bliver udtaget til en prøvetræning, hvorefter han skifter til Brøndby U15 hold. han arbejder sig gennem resten af ungdomsårende i Brøndby IFsom både angriber og back. 
1. februar 2022 rykker Friedrich op på Brøndby IF førstehold, og den 18 april 2022 debutere han i derbyet imod F.C. København. Derefter bliver det ikke til mere spilletid, og derfor udlejes han til Boldklubben Fremad Amager for at få noget spilletid. Efter at været blevet omskolet til back, bliver han udtaget til Danmarks U/19-fodboldlandshold.